# بنو الساج

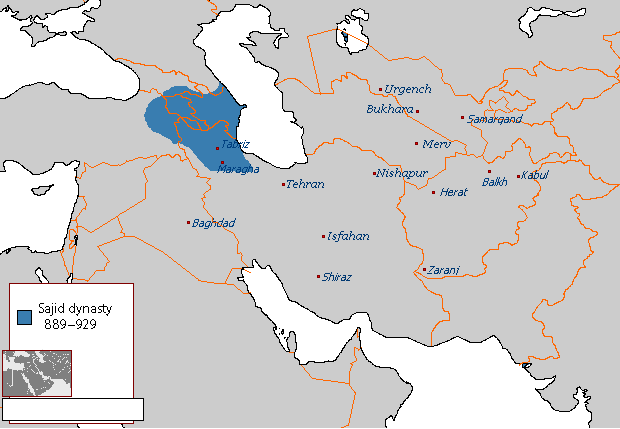
دولة بني الساج في أوج اتساعها.

بنو الساج سلالة مسلمة حكمت في أذربيجان ومراغة وأردبيل وبردعة من نحو سنة 276 إلى 318 هـ / 889-930 م، وهي السنة التي استرد فيها العباسيون الحكم على هذا المِصر. وكان الساجيون آخر الحكام الأقوياء في أذربيجان وبدأت تظهر بعد سقوطهم أُسر محلية تصارعت على السلطة، فبعد حكم ديسم بن إبراهيم الكردي، سيطر بنو سلار من الديلم، وثم بنو الرَّواد الأكراد.
يعود أصل الأسرة الساجية إلى إقليم أشروسنة في بلاد ما وراء النهر، ومع أنها كانت في بادئ الأمر تدافع عن الخلافة العباسية سرعان ما تغير موقفها، بسبب ضعف دولة الخلافة، واستطاعت السيطرة على بلاد أرمينية وأذربيجان، مؤسسين أسرة حاكمة صغيرة شبه مستقلة عن الخلافة العباسية.

## قائمة الحكام
حسب زامباور:
| الحاكم                                             | تعليقات                    | انتهى حكمه سنة    |
| -------------------------------------------------- | -------------------------- | ----------------- |
| أبو الساج ديوداد [الأول] بن ديودست                 | توفي بجنديسابور سنة 266 هـ | -                 |
| أبو المسافر [أبو عبيد الله] محمد الأفشين بن ديوداد | توفي في ربيع الأول 288هـ   | سنة 276 هـ        |
| ديوداد [الثاني] بن محمد                            | -                          | ربيع الأول 288 هـ |
| أبو القاسم يوسف بن ديوداد                          | -                          | شعبان 288 هـ      |
| أبو المسافر فتح بن محمد                            | -                          | ذو الحجة 315 هـ   |

## المصدر
1. ↑  الموسوعة العربية الميسرة - المجلد الأول (ط. الثالثة). بيروت: المكتبة العصرية. 1431 هـ / 2010 م. ص. 790. ISBN:9789953525198. مؤرشف من الأصل في 14 مايو 2019. {{استشهاد بكتاب}}: تحقق من التاريخ في: |سنة= (مساعدة)
2. ↑  خماش, نجدة محمد توفيق. "أذربيجان (التاريخ)". الموسوعة العربية (بالإنجليزية). Archived from the original on 2023-08-15. Retrieved 2023-08-13.
3. ↑  Foundation, Encyclopaedia Iranica. "Welcome to Encyclopaedia Iranica". iranicaonline.org (بالإنجليزية الأمريكية). Archived from the original on 2023-05-19. Retrieved 2023-08-13.
4. ↑  مراد، حيدر خضير (2012 م). "الأفشين محمد أبي الساج (ت 288 هـ / 901 م) ودوره السياسي والعسكري في العصر العباسي الثاني". مجلة جامعة كربلاء العلمية. المجلد العاشر ع. العدد الرابع: 167. مؤرشف من الأصل في 2016-11-15. اطلع عليه بتاريخ 2 آب 2014 م. {{استشهاد بدورية محكمة}}: تحقق من التاريخ في: |تاريخ الوصول= و|تاريخ= (مساعدة)
5. ↑  المستشرق زامباور (1400 هـ). معجم الأنساب والأسرات الحاكمة في التاريخ الإسلامي. بيروت: دار الرائد العربي - أخرجه زكي محمد حسن بك وحسن احمد محمود وآخرون. ص. 274. {{استشهاد بكتاب}}: تحقق من التاريخ في: |سنة= (مساعدة)